# Jonathan Davies (n. en 1962)
Jonathan Davies (Carmarthenshire, 24 de octubre de 1962) es un jugador británico de rugby y rugby League que se desempeñaba como centro

## Selección nacional
Fue convocado a los Dragones rojos por primera vez en abril de 1985 para enfrentar al XV de la Rosa y disputó su último partido en marzo de 1997 ante el mismo rival.
Posee el récord con más drops marcados e integra la lista de los máximos anotadores de drops en test matches. En total jugó 32 partidos y marcó 82 puntos.

### Participaciones en Copas del Mundo
Solo disputó una Copa del Mundo: Nueva Zelanda 1987 donde los dragones rojos llegaron a semifinales y posteriormente vencieron a los Wallabies para obtener la tercera posición, hasta hoy esta es la mejor participación de Gales.
| Mundial                       | Sede          | Resultado     | PJ | Tries |
| ----------------------------- | ------------- | ------------- | -- | ----- |
| Copa Mundial de Rugby de 1987 | Nueva Zelanda | Tercer puesto | 6  | 0     |

## Palmarés
- Campeón de la Copa de Gales de Rugby de 1997.